# Albin Chalandon
Albin Paul Henri Chalandon (Reyrieux, 11 giugno 1920 – Les Mesnuls, 29 luglio 2020) è stato un funzionario, banchiere e politico francese.
Fu deputato degli Hauts-de-Seine e poi del Nord, nonché ministro del generale Charles de Gaulle, Georges Pompidou e François Mitterrand.

## Biografia
Durante la seconda guerra mondiale fu attivo nel movimento di resistenza e nel 1944 partecipò ad operazioni militari.
Laureato alla Faculté des lettres de Paris, ha conseguito il diploma in studi filosofici specialistici. Ha lavorato come ispettore finanziario. 

## Carriera politica
Nel 1946 entrò nell'amministrazione del governo provvisorio di Léon Blum, in seguito fu membro dell'ufficio del ministro delle finanze René Mayer. Dal 1950 ha ricoperto incarichi direttivi e di amministratore in diverse società, inclusa la BNCI-Afrique o Banque Commerciale de Paris. Attivista di gruppi gollisti, fu, tra gli altri Segretario generale dell'Unione per la Nuova Repubblica. Successivamente fu attivo nell'Unione dei Democratici per la Repubblica (anche come vicesegretario generale), e successivamente nel Raggruppamento per la Repubblica.
Dal 1967 al 1968, poi dal 1973 al 1976 e nel 1986 è stato deputato all'Assemblea nazionale. Dal maggio 1968 al luglio 1968 è stato ministro dell'Industria nel governo di Georges Pompidou. Successivamente, fino al luglio 1972, ricoprì la carica di Ministro dell'approvvigionamento e dell'edilizia abitativa nei governi guidati da Maurice Couve de Murville e Jacques Chaban-Delmas. Successivamente, ha gestito la società di combustibili ERAP (1977-1980) e la società Elf Aquitaine (1977-1983). Dal marzo 1986 al maggio 1988 è stato ministro della giustizia nel secondo governo del primo ministro Jacques Chirac.
È stato decorato con la Gran Croce della Legion d'Onore.

## Vita privata
Il 10 luglio 1951, Albin Chalandon sposò la principessa Salomé Murat (1926-2016), discendente del maresciallo Murat, re di Napoli, e Carolina Bonaparte. Nipote della scrittrice Marie de Rohan-Chabot, moglie di Lucien Murat poi di Charles de Chambrun, Salomé Murat-Chalandon dedicò due opere a questa nonna.
Dal loro matrimonio nacquero tre figli, di nome Fabien (1953), Aurèle (1955) ed Emmanuel (1959).
Dal 1968 mantenne una relazione con la giornalista Catherine Nay (1943), con la quale convisse, dal 1970, senza mai divorziare dalla moglie. Nel 2016, poco dopo la morte della moglie, Albin Chalandon ha sposato la sua compagna di lunga data.
Buon sciatore, vinse più volte il campionato europeo di sci per parlamentari e ministri tra la fine degli anni '60 e l'inizio degli anni '70.